# Mvondo Atangana
Simon Pierre Mvondo Atangana (ur. 10 lipca 1979 w Jaunde) – kameruński piłkarz występujący na pozycji napastnika.
W barwach Dundee United rozegrał 11 spotkań w Scottish Premier League. Z kolei jako zawodnik Tereku Grozny zagrał w 9 meczach i strzelił dwa gole w Priemjer-Lidze.
W reprezentacji Kamerunu wystąpił jeden raz, 23 kwietnia 2000 w wygranym 3:0 meczu el. do MŚ 2002 z Somalią.